# Beta (entreprise)
Pour les articles homonymes, voir Bêta (homonymie).

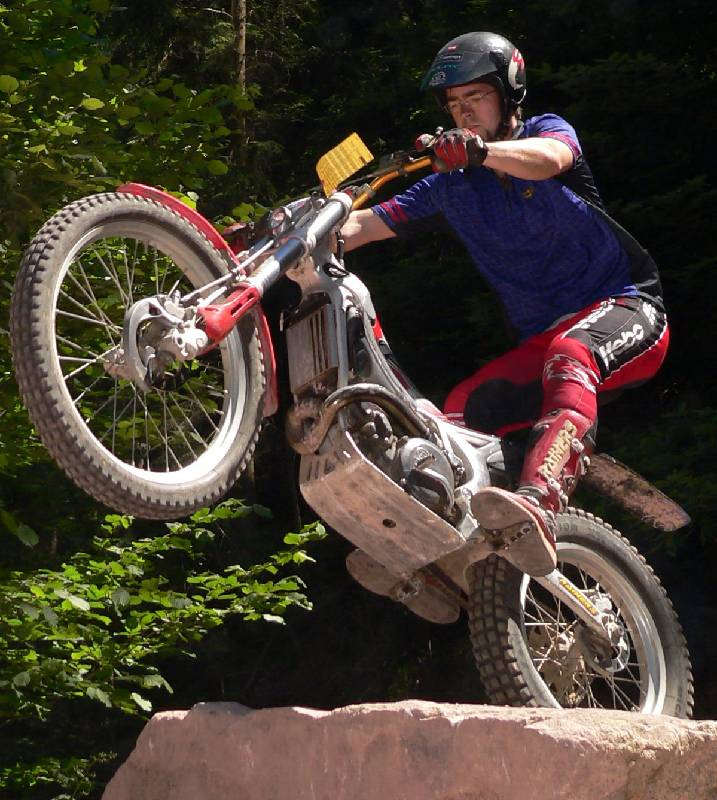
Une Rev3 en action

Beta est un constructeur de motos italien fondé à Florence en 1904.

## Historique
La marque voit le jour à Florence en 1904, sous le nom de Società Giuseppe Bianchi (Société Giuseppe Bianchi), et se spécialise dans la production de bicyclettes artisanales. La grande vague de modernisation de l'industrie que connaît l'Italie pendant la Seconde Guerre mondiale permet l'essor de la marque, qui devient un véritable constructeur de motos. Le nom de la marque provient des initiales des deux associés Bianchi Enzo et Tosi Arrigo.
Le premier prototype est propulsé par un monocylindre deux temps, monté, bien entendu, dans un cadre de vélo, et entraînant la roue arrière par une courroie. Le Cervo 48 est le premier modèle proposé sur le marché. Il se caractérise par une transmission par chaîne à rouleaux caoutchoutés, qui actionne directement la roue arrière, facilitant ainsi le démarrage et la propulsion. Il s'agit d'un moteur 48 cm3.
La marque Beta ne produira ses propres moteurs qu'à partir des années 1960, s'occupant uniquement du châssis auparavant.
En 1970, la marque se lancera dans le secteur du trial, secteur dans lequel elle a acquis une grande renommée.
La marque est surtout connue pour ses modèles verts, enduro, cross et trial, grâce à la victoire au championnat du monde de trial de Jordi Tarrés en 1987 et 1989, mais elle produit également des modèles routiers.
Beta s'est aussi fait une renommée en 50 cm3, lorsqu'en 1997 la marque sort son premier Beta RR 50 enduro, très prisé des jeunes enduristes grâce à son moteur nommé « RK 6 » (bas moteur KTM, cylindre aluminium 8 transferts) ainsi que son châssis dimensionné pour l'enduro.

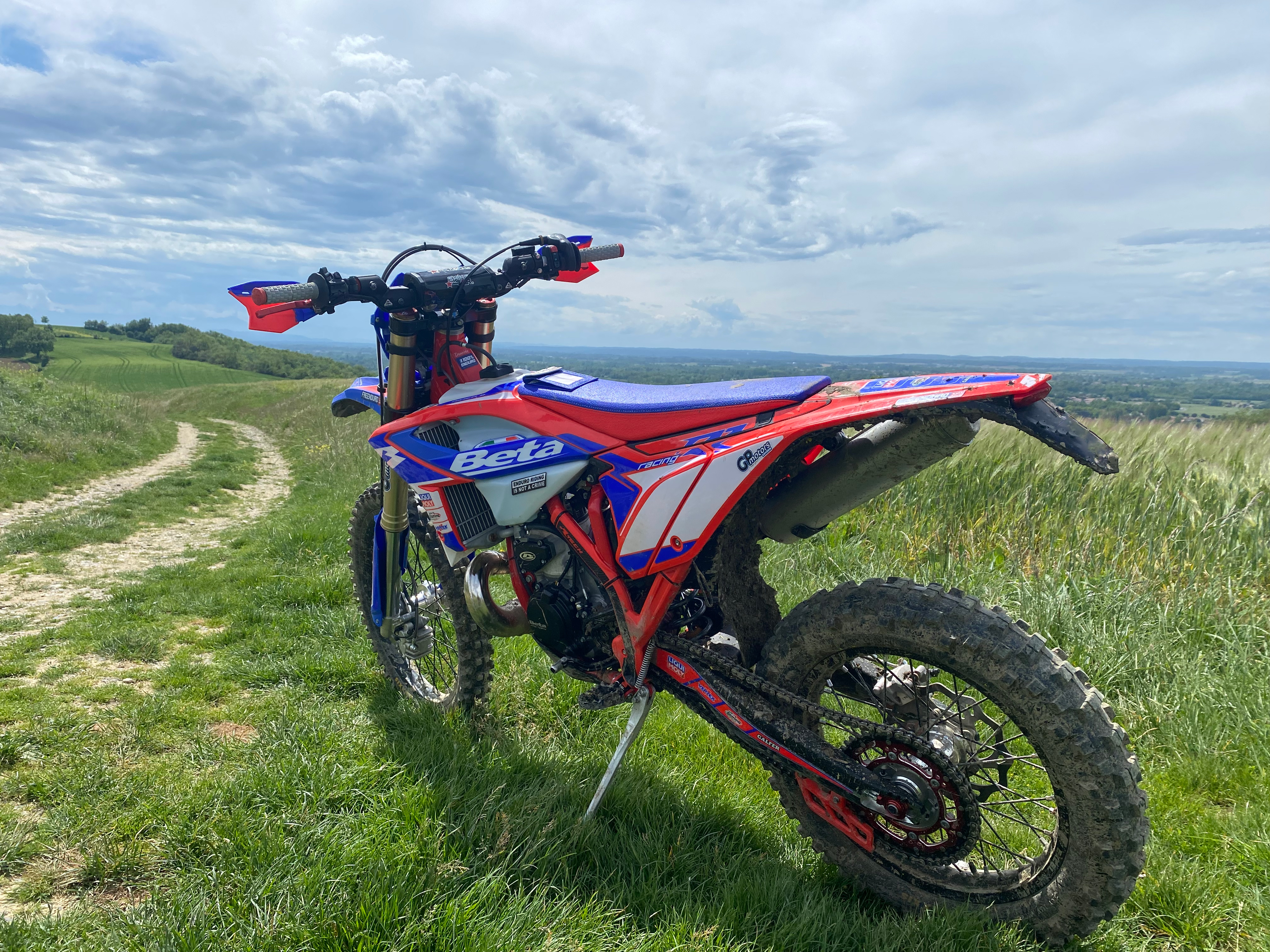
Beta 300 RR racing millésime 2024

### Les motos d'enduro Betamotor
En  2004, Betamotor se lance sur le marché de l'enduro avec 3 motos composant sa toute première gamme enduro 4 temps (400, 450 et 525 cm³), équipée de moteur KTM.
Auparavant, la marque a commercialisé uniquement des 50 cm3 dans le secteur enduro.
Dès 2010, les modèles enduro seront équipés de moteurs 100% italien développés et fabriqués par Beta. 
Fin 2013, Beta complète sa gamme enduro avec  deux motorisations 2 temps  : les modèles :  250 RR et 300 RR. 
En 2018, le fabricant italien ajoutera à sa  gamme enduro une inédite cylindrée 125 cm3 2 temps : la Beta 125 RR.
En juin 2024, Beta présente une refonte complète de sa gamme enduro RR en proposant pour le millésime 2025 une nouvelle dénomination pour ses Beta enduro : RR X-pro.    

## Succès en trial
Entre les années 1970 et 1980, Beta enregistrera ses premiers grands succès en trial et se forgera une grande renommée. Quatre championnats mondiaux de Trial remportés par Jordi Tarrés, trois titres de champion du monde consécutifs décernés à Dougie Lampkin (de 1997 à 1999), sans oublier les six titres mondiaux en salle, dont un décroché par Albert Cabestany en 2002, et enfin les cinq titres européens.

## Production
- Trial : Rev 50 et 80, Rev3 de 125 à 270 cm3, Evo 50 et 80, Evo de 125 à 270 cm3
- Trail : Alp de 125 à 350 cm3
- Enduro : modèles RR de 50 à 525 cm3 / modèles Racing de 50 à 480 cm3
- Supermotard : RR 50 (Standard, Track, Sport, de 2009/2011 à 2016 et RK6 cadre Aluminium de 2000 à 2004) et 125 cm3, Motard 4.0 puis M4 350 cm3
- Minicross : R10, 12 et 107
- Scooter : Ark 50 cm3
- Cruiser : 350 Euro et Jonathan